# Can Mercader

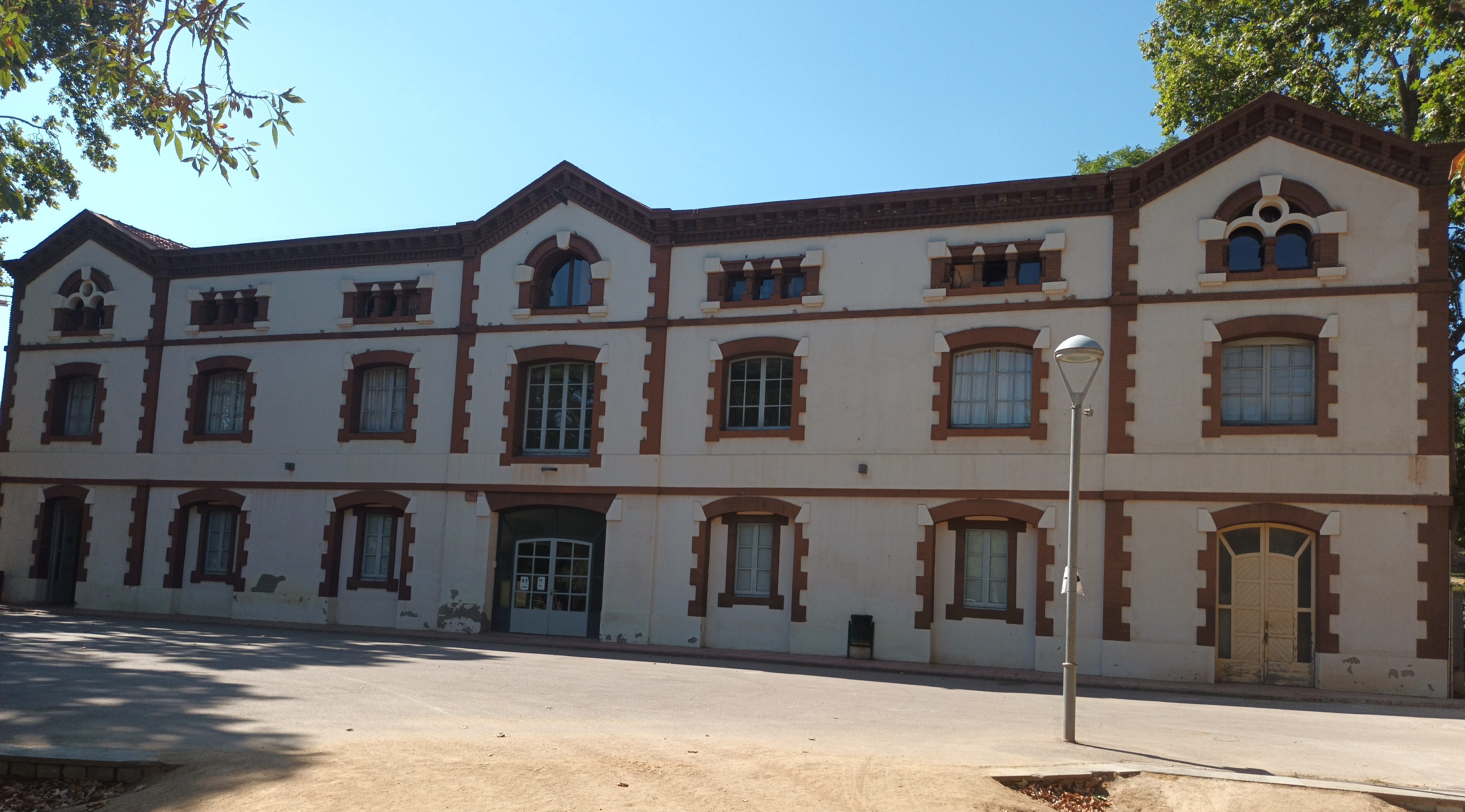
Masoveria de Can Mercader

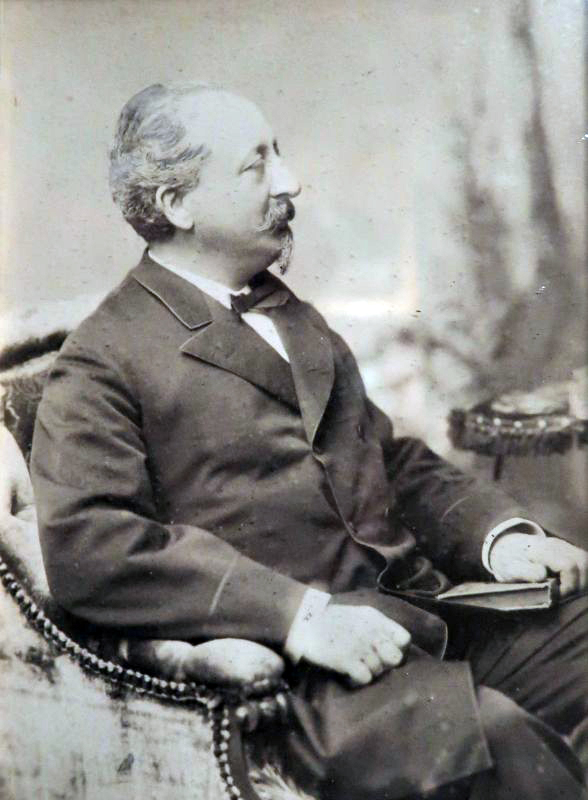
Retrat de Joaquim de Mercader i de Bell-lloc

Can Mercader és un parc de Cornellà de Llobregat (Baix Llobregat) que inclou el palau del mateix nom, ambdós catalogats com a bé cultural d'interès local.

## Història
Prové d'una antiga hisenda agrícola de 48 hectàrees, anomenada Mas Martí de l'Empedrat, de la qual hi ha notícies documentals des del segle xvi. El 1606 passà a mans de la família Oriol, i el 1748 va ser adquirida a la vídua del pagès Antoni Oriol pel comerciant ennoblit Josep de Sadurní i de Nadal, El 26 de febrer del 1764, la seva filla Maria de Sadurní i Cànoves, es va casar amb Felip de Mercader i Saleta. El 1814, l'hereu Josep Ignasi de Mercader i de Sadurní (1767-1833) hi va venir a viure per motius de salut, per la qual cosa una part dels conreus van ser substituïts per uns bells jardins.
Entre el 1859 i el 1864, el seu net Joaquim de Mercader i de Bell-lloc (1824-1904) va dur a terme una sèrie d'actuacions per urbanitzar la finca: va enderrocar l'antiga masia i va obrir noves vies d'accés. També va impulsar la projecció d'un jardí romàntic i la plantació d'una gran varietat de plantes i arbustos autòctons i exòtics. El palau va ser construït entre el 1864 i el 1869 en un estil eclèctic, segons el projecte del mestre d'obres Josep Domínguez i Valls, i entre 1869 i 1870, el mestre d'obres de l'Hospitalet Ramon Llopis va realitzar la tanca perimetral amb merlets. A partir d'aquell moment, seria la residència d'estiueig de la família Mercader-Bell-lloc, que durant la dècada del 1870 es traslladarien al seu nou palau del Passeig de Gràcia cantonada amb el carrer de Provença.
El seu fill Arnau de Mercader i de Zufia (1852-1932) tenia una gran afició per la metereologia, l'astronomia, l'observació dels ocells i la navegació, que el portaren a la construcció de la torre-observatori de la Miranda, de planta hexagonal i estil neomudèjar, a la part més alta de la finca, un turó que avui és la barriada de Sant Ildefons, en un punt privilegiat com a mirador del Delta. Mort sense descendència, la finca va passar a mans de la seva muller Paulina Pozzali (1875-1953), una cantant d'òpera d'origen italià, que va mantenir el palau fins al 1936, en què el Comitè Revolucionari el va decomissar i va passar a dependre de la Generalitat de Catalunya. Finalitzat el conflicte, va tornar-hi a viure, i paral·lelament va instituir la Fundació Bell-lloc-Pozzali, adscrita al bisbat de Barcelona i presidida per Albert Bonet, canonge de la Catedral i confessor de la comtessa, que vivia al mateix palau. El seu objectiu era que es canviés la qualificació urbanística de la finca per tal d'urbanitzar-la de forma semiintensiva i crear-hi una residència d'estudiants, però la forta oposició dels veïns del barri d'Almeda, que hi volien una zona verda, va fer fracassar el projecte.
A la mort de Bonet, la fundació s'incorporà al Seminari de Barcelona, i el 1974, l'Ajuntament de Cornellà va fer-se càrrec de la propietat, en un pèssim estat de conservació, iniciant-ne el projecte de recuperació. El nou parc de Can Mercader va obrir les portes l’11 de setembre del 1989.

## Descripció

### Parc
Limita pel nord amb el Reial Canal de la Infanta, pel sud amb la carretera de L'Hospitalet, per l'est amb la ronda de Dalt i per l'oest a l'avinguda de Can Mercader. S'hi celebren la Jordiada (a l'abril), la Festa galega (al juny), la Festa del trenet (a l'octubre), diverses Nits d'estiu els divendres de juliol, visites guiades al Museu Palau Mercader i diverses activitats per a escolars.
L'avinguda dels plàtans és l'eix principal del parc, i el travessa de sud a nord. A la part més baixa hi ha la gran esplanada de jocs amb el trenet. Més amunt, el llac, els jardins amb glorietes i miradors, els camins, les zones d'estada i la piscina. A la part central trobem una antiga estructura de terrasses i jardins que inclou les dues peces emblemàtiques del parc: el palau i la plataneda. Es tracta d'un tipus de jardí anglès, és a dir, la creació d'un paisatge real curosament estudiat; si bé amb la variant que la frondositat de la interessant col·lecció d'arbres i arbusts d'espècies d'arreu del món està dividida en glacis per a facilitar el passeig, si bé són tant estudiadament irregulars que la sensació òptica és en tot moment natural. Conserva importants elements constructius (font brollador, llac artificial, colomar, etc.) i és d'una gran riquesa en espècies vegetals.
Al seu interior hi ha el palau de Can Mercader i la casa dels masovers o del guàrdia, típicament modernista. També hi ha la Casa dels Colons, un edifici de maó vist, característic dels edificis industrials modernistes, que va tenir diferents usos.

### Palau
Actualment està ocupat pel Museu Palau Mercader, amb una important col·lecció de mobiliari dels segles xviii i xix. L'edifici és de planta rectangular, amb pati i quatre torres als angles. La coberta és de terrat, tant al cos com a les torres, amb barana de maó arrebossat que imita merlets. La voluntat d'assemblar-se a un castell és palesa en l'estructura i en les formes ornamentals, com els esgrafiats que imiten grotescs clàssics acompanyant les cornises horitzontals que divideixen els tres pisos de l'edifici (imitació de palauet renaixentista). Els arquets cecs de la cornisa superior, els arcs ogivals dels batents de les portes, l'escut d'armes dels merlets centrals de sobre la porta, són neomedievals. Les cornises ondulants de sobre les finestres són neobarroques. L'arrebossat imita carreus petits de pedra.

### Masoveria
Construïda al mateix temps que l'edifici principal, era destinada a habitatges del guàrdia, jardiners i tot el personal de servei i manteniment del parc i del palau, i actualment és la seu de l'Escola d'Art de Cornellà. Es tracta d'un edifici de planta baixa i dos pisos organitzat a l'entorn de tres cossos verticals coberts cadascun amb una teulada a dues vessants i units per dos cossos més horitzontals coberts amb terrat.
El conjunt dona una perfecta simetria ressaltada per una línia de cornisa en zig-zag. Aquesta, feta amb maó vist i pintat, imita formes medievals (faixes dentades) i d'altres més clàssiques (gotes i impostes). Aquesta combinació es dona a tota la façana, combinant l'horitzontalitat en tres pisos dels palauets renaixentistes, amb finestres d'arcs rebaixats remarcats per muntants que imiten alternança de pedres que sobresurten (barroquisme), amb finestres neoromàniques a la part superior dels tres cossos coberts amb teulada. El conjunt és d'un historicisme eclèctic força notable.